# Guillam Du Bois

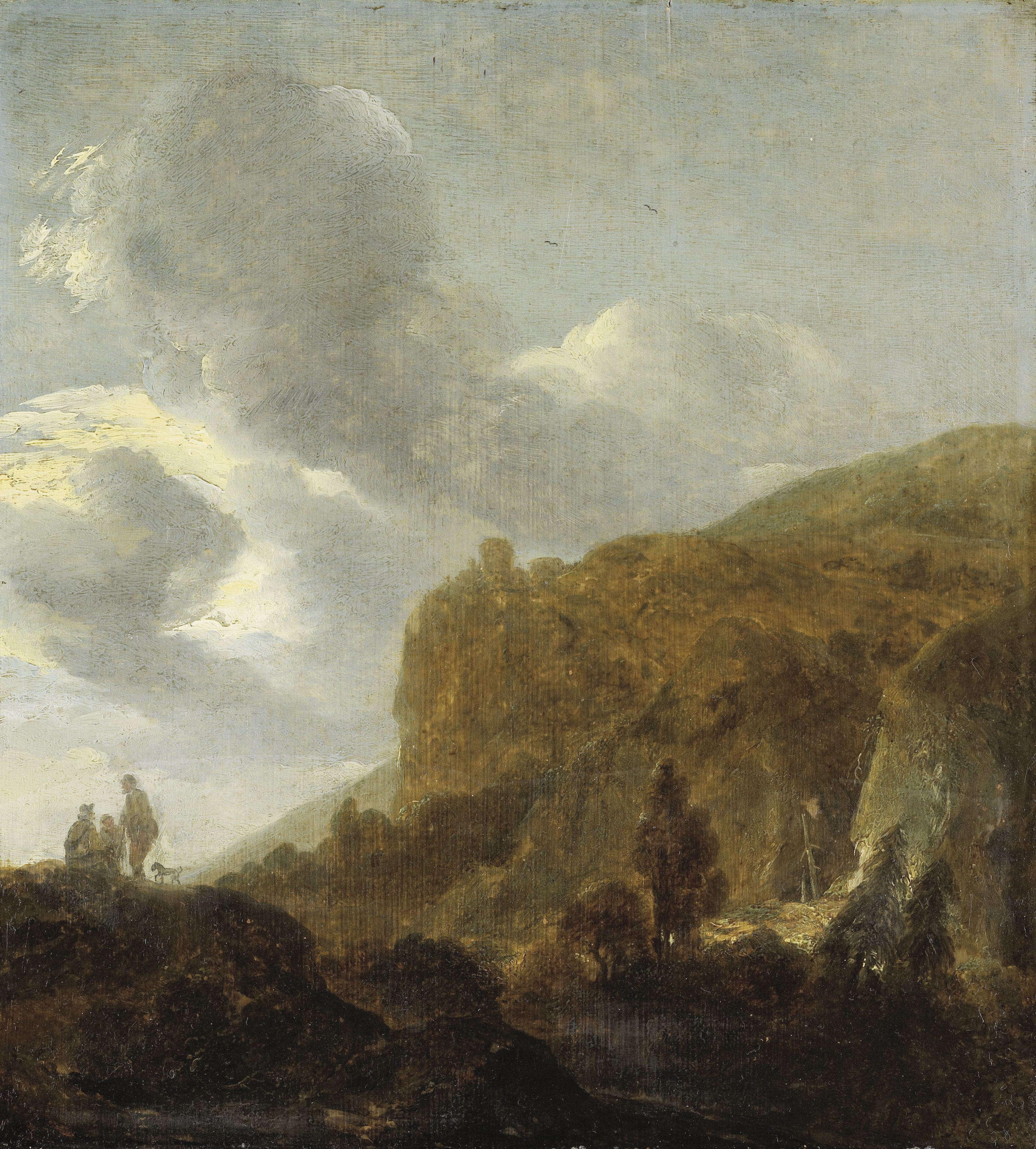
Paisaje montañoso, óleo sobre tabla, 36 x 32 cm, Ámsterdam, Rijksmuseum.

Guillam Du Bois, Guillaume Dubois o  Guiljam du Bois  (Haarlem, 1625-1680) fue un pintor barroco neerlandés especializado en la pintura de paisajes. 
Bautizado el 6 de julio de 1625, como hijo de Jean du Bois y Elisabeth Macqué, en 1646 ingresó como maestro independiente en la guilda de San Lucas aunque las primeras obras firmadas son dos años anteriores. El hecho más relevante en la biografía de Guillam du Bois es el viaje que realizó a Alemania en 1652 en compañía de Cornelis Bega, Dirck Helmbreker y Vincent Laurensz. van der Vinne, que recogió en su cuaderno de viaje el itinerario y las incidencias del recorrido. Tras pasar algunos meses en Colonia, trabajando para Abraham Cuyper, y en Heidelberg regresó a Haarlem en marzo de 1653.
Los paisajes de Guillam Du Bois, con elementos reconocibles de los alrededores de Haarlem basados en los numerosos dibujos previos que tomaba del natural, están influidos por los de Jacob van Ruisdael, aunque tres años más joven, y sobre todo en los de Cornelis Hendriksz. Vroom.